# کورکلی
کورکلی، روستایی است از توابع بخش مرکزی شهرستان گنبد کاووس در استان گلستان ایران که در 2کیلومتری غرب حرم مطهر حضرت یحیی ابن زید قرار دارد.

## جمعیت
این روستا در دهستان سلطانعلی قرار داشته و براساس سرشماری سال ۱۳۸۵جمعیت آن ۵۲۵نفر (۱۱۳خانوار) بوده است.